# Ватрене кочије
Ватрене кочије (енгл. Chariots of Fire) је британски историјски спортско-драмски филм из 1981. године, који је режирао Хју Хадсон према сценарију Колина Веланда, док је продуцент био Дејвид Патнам. Заснован је на истинитој причи о двојици британских атлетичара на Олимпијским играма 1924: Ерику Лиделу, побожном шкотском хришћанину који трчи у славу Божју, и Харолду Абрахамсу, енглеском Јеврејину који трчи да побије предрасуде. Бен Крос и Ијан Чарлсон глуме Абрахамса и Лидела, док су у споредним улогама Најџел Хејверс, Ијан Холм, Џон Гилгуд, Линдси Андерсон, Шерил Кембел, Алис Криге, Бред Дејвис и Денис Кристофер. Ово је био први филм у коме је глумио Кенет Брана, који се појавио у мањој улози.
Филм је био номинован за седам Оскара, а освојио је четири: за најбољи филм, најбољи оригинални сценарио, најбољу оригиналну музику и најбољу костимографију. Такође је био номинован за једанаест награда БАФТА, а победио је у три категорије, укључујући ону за најбољи филм. Британски филмски институт га је сместио на 19. место листе „100 најбољих британских филмова”.

## Радња
Године 1978, у Лондону се одржава сахрана Харолда Абрахамса, којој присуствује његов бивши колега лорд Ендру Линдси; филм се потом пребацује у прошлост када је био млад и када је са групом спортиста трчао дуж плаже.
Године 1919, Абрахамс почиње да студира на Универзитету у Кембриџу, где се суочава са антисемитизмом професора, али налази утеху у учешћу у позоришном клубу Гилберт и Саливан. Он постаје прва особа икада која је успела да оптрчи круг по дворишту колеџа пре него што сат откуца 12, и остаје непоражен на разним националним такмичењима у трчању. Иако је фокусиран на трчање, он се заљубљује у Сибил Гордон, водећу сопранисткињу Гилберта и Саливана.
Ерик Лидел, чији су родитељи били шкотски мисионари у Кини, налази се у Шкотској. Његова побожна сестра Џени не одобрава његове планове да се бави такмичарским трчањем. Ипак, Лидел види трчање као начин слављења Бога пре него што се врати у Кину као мисионар. Када се први пут тркају један против другог, Лидел побеђује Абрахамса. Абрахамс то лоше прихвата, али Сем Масабини, професионални тренер коме се раније обратио, нуди да га узме под своје да побољша његову технику. Ово изазива критике професора на Кембриџу, који тврде да није џентлменски да аматер узме професионалног тренера. Абрахамс одбацује њихову забринутост, тумачећи је као маску за антисемитске и класне предрасуде. Када Лидел случајно пропусти црквени молитвени састанак због трчања, Џени га прекори и оптужује да више не брине о Богу. Ерик јој каже да, иако намерава да се на крају врати у кинеску мисију, осећа се надахнуто Богом када трчи, као и да би престанак трчања био обешчашћење Бога.
Након година тренинга и трка, двојица спортиста су примљени у британски тим на Олимпијским играма у Паризу 1924. године. Прихваћени су и Абрахамсови пријатељи са Кембриџа, Ендру Линдси, Обри Монтагју и Хенри Сталард. Док се укрцава на брод за Француску, Лидел открива да ће трка на 100 метара бити одржана у недељу. Упркос интензивном притиску принца од Велса и Британског олимпијског комитета, он одбија да учествује у трци јер га хришћанска убеђења спречавају да трчи на Дан Господњи. Решење проблема налази Линдси, који, пошто је већ освојио сребрну медаљу у трци на 400 метара с препонама, нуди своје место у трци на 400 метара следећег четвртка Лиделу, који са захвалношћу прихвата. Лиделова верска убеђења суочена са националним атлетским поносом доспевају на насловнице широм света; те недеље држи проповед у париској цркви Шкотске и цитира Књигу пророка Исаије.
Абрахамс тешко губи од фаворизованих атлетичара из Сједињених Држава у трци на 200 метара. Зна да ће му последња шанса за медаљу бити трка на 100 метара. Он учествује у овој трци и побеђује. Његов тренер Масабини, коме је забрањен приступ стадиону, презадовољан је што су се дугогодишња посвећеност и тренинг исплатили златном олимпијском медаљом. Сада Абрахамс може да настави са својим животом и поново се нађе са својом девојком Сибил, коју је занемарио због трчања. Пре Лиделове трке, амерички тренер говори својим тркачима да Лидел има мале шансе да прође добро у својој новој, далеко дужој, трци на 400 метара. Али један од америчких тркача, Џексон Шолц, даје Лиделу поруку подршке која цитира Књигу Самуилову. Лидел побеђује америчке фаворите и осваја златну медаљу. Британски тим се тријумфално враћа кући.
Текстуални епилог открива да се Абрахамс оженио Сибил и постао стручњак за британску атлетику, док је Лидел почео да обавља мисионарски рад и да га је цела Шкотска оплакивала након његове смрти током јапанске окупације Кине.

## Улоге
| Глумац           | Улога                   |
| ---------------- | ----------------------- |
| Бен Крос         | Харолд Абрахамс         |
| Ијан Чарлсон     | Ерик Лидел              |
| Најџел Хејверс   | лорд Ендру Линдси       |
| Николас Фарел    | Обри Монтагју           |
| Ијан Холм        | Сем Масабини            |
| Џон Гилгуд       | директор Тринити колеџа |
| Линдси Андерсон  | директор Киз колеџа     |
| Шерил Кембел     | Џени Лидел              |
| Алис Криге       | Сибил Гордон            |
| Струан Роџер     | Сенди Макграт           |
| Најџел Давенпорт | лорд Биркенхед          |
| Патрик Маги      | лорд Кадоган            |
| Дејвид Јеланд    | принц од Велса          |
| Питер Иган       | војвода од Садерланда   |
| Данијел Џерол    | Хенри Сталард           |
| Бред Дејвис      | Џексон Шолц             |
| Денис Кристофер  | Чарли Педок             |
| Ричард Грифитс   | господин Роџерс         |
| Бени Јанг        | Роб Лидел               |
| Кенет Брана      | студент                 |
| Стивен Фрајс     | певач                   |